# Castellano de la Comunidad Valenciana

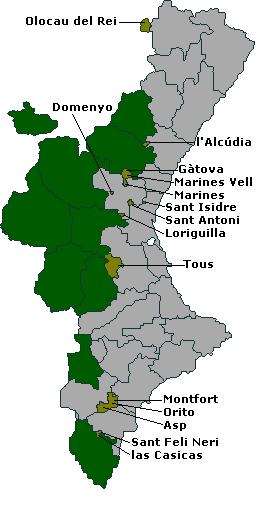
Territorio lingüístico tradicional del castellano en la Comunidad Valenciana.

El castellano de la Comunidad Valenciana es la lengua tradicional de los municipios de las Comarcas del Interior y suroeste (con algunas islas lingüísticas dentro del territorio lingüístico valenciano en la Comunidad Valenciana), y bajo su forma estándar y estatutaria (castellano), es oficial en la Comunidad Valenciana junto al valenciano. En la actualidad el castellano es la lengua más ampliamente hablada en la comunidad, especialmente en las áreas urbanas, debido a procesos de inmigración y de sustitución lingüística. El castellano hablado en las comarcas interiores castellanohablantes no tiene apenas características comunes a toda el área, y se puede dividir en 3 grandes zonas dialectales, cada una de las cuales tiene rasgos comunes con las regiones con las que hacen frontera: sur de Aragón, este de la Mancha y región de Murcia.
El ámbito lingüístico del castellano propio de la Comunidad Valenciana, con 9956 km², no se corresponde con división supramunicipal alguna, y sólo en ocho comarcas todos sus municipios son, históricamente, castellanohablantes: Alto Mijares, Alto Palancia, Los Serranos, Rincón de Ademuz, Requena-Utiel, Hoya de Buñol, Valle de Ayora y Canal de Navarrés; en las comarcas del Vinalopó y la Vega Baja del Segura los municipios castellanohablantes comparten comarca con municipios valencianohablantes.
Por otra parte, hay numerosas islas lingüísticas: pueblos y municipios de ambas lenguas que comparten municipio o comarca, desde la comarca de Los Puertos de Morella hasta la Vega Baja del Segura, figuran como castellanohablantes: Olocau del Rey (Los Puertos de Morella); Gátova, Marines, Domeño, Marines Viejo —Marines—, Loriguilla y San Antonio de Benagéber (el Campo de Turia); San Isidro de Benagéber —Moncada— (Huerta de Valencia); Tous (Ribera Alta); La Encina (Villena), Villena, Sax y San Miguel de Salinas (Alto Vinalopó); Elda, Aspe, Monforte del Cid y Orito —Monforte— (Medio Vinalopó); San Felipe Neri (Crevillente) y Las Casicas (Bajo Vinalopó) y todos los municipios de la Vega Baja del Segura excepto Barbarroja —Orihuela—, y Guardamar del Segura. Entre los mayores municipios de habla castellana están Chiva, Buñol, Elda, Cheste, Utiel, Requena, Segorbe, Orihuela, Torrevieja, Almoradí, Villena y Aspe. Lingüísticamente podemos distinguir tres sectores muy distintos cuando se habla del dominio lingüístico del castellano en la Comunidad Valenciana:
- el sector norte, con continuidad con los dialectos del sur de Aragón;
- el sector central, con continuidad con los dialectos de la Mancha;
- el sector meridional, con continuidad con los dialectos murcianos.

## Rasgos lingüísticos

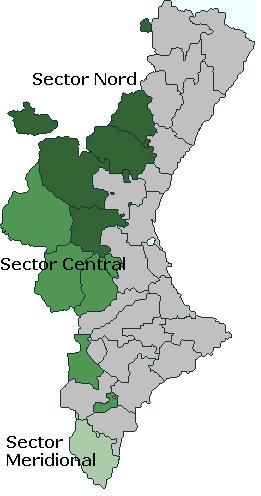
Sectores lingüísticos del castellano en la Comunidad Valenciana.

### Norte
En esta zona encontramos las comarcas que popularmente se suponen repobladas por aragoneses: Alto Mijares, Alto Palancia, Los Serranos, Rincón de Ademuz, y Hoya de Buñol. Tradicionalmente, en esta zona se ha hablado un castellano (conocido como castellano churro) con formas aragonesas y no exento de expresiones o influencias lingüísticas catalanas, donde es frecuente el seseo[cita requerida] y la pronunciación de la f-latina inicial como aspirada velar.[cita requerida]

### Central
La zona central se caracteriza por el castellano de influencia manchega, con la aspiración de la -s final de sílaba y la pronunciación de la b bilabial fricativa; propio de las comarcas del Valle de Ayora (originariamente de influencia castellana), la Plana de Requena-Utiel y Villena-Sax (que se incorporaron a la región valenciana al formarse las provincias de Valencia y Alicante) y la Canal de Navarrés. El seseo no se da en estos territorios. Por otra parte, el castellano de las islas lingüísticas alicantinas de Elda-Salinas, Aspe y Monforte del Cid, caracterizadas por el seseo y por la abundancia de léxico valenciano, tiene su probable origen en la repoblación tras la expulsión de los moriscos en 1609. 

### Meridional
El castellano de la zona meridional propio de la Vega Baja también se origina con la expulsión de los moriscos de la Huerta de Orihuela a partir del siglo XVII, y se caracteriza por el seseo, una fuerte presencia del dialecto murciano ("panocho"), la presencia de valencianismos, así como mozarabismos y arabismos, y por el peculiar uso del mote Lo (un posesivo referido a: el que pertenece a). Los municipios de Orihuela y Torrevieja son los principales asentamientos de la zona meridional castellanohablante. A esta zona castellanohablante, como también indican sus topónimos, pertenecen los municipios, pedanías y barrios de Orihuela, Torrevieja, Pinar de Bonanza, La Aparecida, Barrio de Mariano Cases, Desamparados, Arneva, Hurchillo, Bigastro, Jacarilla, Montepinar, Vistabella, Villamartín, La Marquesa, Torremendo, San Miguel de Salinas, Los Montesinos, El Chaparral, La Mata, La Herrada, Barrio de San Carlos, Benferri, Benejúzar, Granja de Rocamora, El Secano, San Bartolomé, Parroquia de la Matanza, Los Asensios, Pilar de la Horadada, Torre de la Horadada, El Mojón, Pueblo Latino, Dehesa de Campoamor, Campomar, El Raso-San Bruno, Quesada, Castillo de Montemar, Benijófar, Los Palacios , Pinar de Campoverde y Rafal.